# Otto Borgström
Otto Rikard Borgström (ur. 4 kwietnia 1895, zm. 20 września 1962) – szwedzki zapaśnik walczący w obu stylach. Dwukrotny olimpijczyk. Zajął piąte miejsce w Antwerpii 1920 i trzynaste w Paryżu 1924. Walczył w wadze lekkiej i średniej.
Mistrz kraju w 1923, 1924, 1927 w stylu klasycznym, a także w 1923 roku w stylu wolnym.

## Letnie Igrzyska Olimpijskie 1920
| Konkurencja        | Rundy eliminacyjne | Rundy eliminacyjne       | Rundy eliminacyjne   | Klas. końcowa |
| Konkurencja        | 1/16               | 1/8                      | 1/4                  | Miejsce       |
| ------------------ | ------------------ | ------------------------ | -------------------- | ------------- |
| 67,5 kg styl wolny | Wolny los Z        | Dimitrios Wergos (GRE) Z | Angus Frantz (USA) P | 5.            |

## Letnie Igrzyska Olimpijskie 1924
| Konkurencja            | Rundy eliminacyjne       | Rundy eliminacyjne     | Rundy eliminacyjne    | Klas. końcowa |
| Konkurencja            | Przeciwnik I             | Przeciwnik II          | Przeciwnik III        | Miejsce       |
| ---------------------- | ------------------------ | ---------------------- | --------------------- | ------------- |
| 67,5 kg styl klasyczny | Walter Ranghieri (ITA) Z | Albert Kusnets (EST) P | Mihály Matura (HUN) P | 13.           |